# Marywell
Marywell är en by i Aberdeenshire i Skottland. Byn är belägen 8 km 
från Aberdeen. Orten har 600 invånare (2016).